# Волно (Разградско)
 Тази статия е за заличеното село в Разградско.  За селото в Петричко вижте Волно.  
Волно е бивше село в североизточна България, област Разград. Старото му име е било Ова Шерман или Шерман кьой. През 1965 г. с Указ № 881/обн. на 30 ноември 1965 г. село Волно е заличено като самостоятелно селище поради изселване.